# Banići
Banići är en ort i Kroatien.   Den ligger i länet Dubrovnik-Neretvas län, i den sydöstra delen av landet, 400 km söder om huvudstaden Zagreb. Banići ligger 64 meter över havet och antalet invånare är 143.
Terrängen runt Banići är huvudsakligen kuperad, men söderut är den platt. Havet är nära Banići åt sydväst. Runt Banići är det tätbefolkat, med 286 invånare per kvadratkilometer. Närmaste större samhälle är Ston, 13,9 km väster om Banići. Trakten runt Banići består i huvudsak av gräsmarker.